# Monopoly Tycoon
Monopoly Tycoon ist eine Wirtschaftssimulation von Deep Red Games, veröffentlicht 2001 von Infogrames (mittlerweile Atari).

## Spielablauf
Dem Spieler steht eine simulierte Stadtumgebung zur Verfügung, die in mehrere farbig gekennzeichnete Blöcke aufgeteilt ist, wobei zu einer Farbgruppe entweder zwei, drei oder vier Blöcke gehören. Die meisten dieser Blöcke können mit verschiedenen Geschäften und Wohngebäuden bebaut werden, wobei der Spieler durch Umfragen in Wohnhäusern herausfinden muss, an welchen Geschäften Bedarf besteht. Die Einwohner der Stadt sind verschiedenen Gruppen zugeordnet, die jeweils unterschiedlich hohen Wert auf kurze Wege, Qualität der Geschäfte, Prestige der Umgebung, Preis der Waren und Warenangebot legen.
Der Ablauf einer Spielrunde ist streng geregelt. Das Spiel beginnt immer im Jahr 1930. Ein Tag dauert von 0:00 bis 24:00 Uhr und jeweils nach einem Tag schaltet das Spiel fünf Jahre weiter. Alle zehn Jahre (also alle zwei Spieltage) werden neue, modernere Geschäfte freigeschaltet und veraltete deaktiviert. Jeweils um 9:00 Uhr öffnen diejenigen Geschäfte, die tagsüber geöffnet haben. Um 12:00 erfolgt die Bankrottprüfung. Hat ein Spieler hier an zwei aufeinanderfolgenden Tagen einen negativen Kontostand, so ist er bankrott und muss das Spiel verlassen. Um 17:00 Uhr schließen die Tagesgeschäfte und von 18:00 bis 24:00 Uhr öffnen die Nachtgeschäfte. Jeweils am nächsten Tag um 6:00 Uhr werden die Tageseinnahmen auf das Konto des Spielers gebucht und die Warenlager aller Geschäfte aufgefüllt. Hierfür muss je nach Art und Anzahl ein unterschiedlicher Preis bezahlt werden. Einer der wichtigsten Punkte dies Spiels ist also, die möglichst optimale Anzahl Waren zu lagern und diese zum möglichst optimalen Preis zu verkaufen. Die Hälfte der am Vortag nicht verkauften Waren wird um 6:00 vernichtet, weshalb man bei Anzahl und Preisgestaltung der Waren unbedingt darauf achten sollte, dass möglichst der komplette Warenbestand verkauft wird. Ein Spieltag (also fünf Spieljahre) dauert fünf reale Minuten.
Einmal am Tag zu einer zufälligen Zeit erhält man auf Wunsch eine Ereigniskarte, die entweder Geld einbringt, zur Zahlung einer Strafe oder Gebühr auffordert oder eine besondere einmalige Aktion (z. B. das Verstellen des Preises einer Ware in einem Geschäft eines Mitspielers) gewährt. Man kann jedoch auch unbesehen auf das Annehmen der Ereigniskarte verzichten.
Später im Spiel hat man die Möglichkeit, in Versteigerungen, die von jedem Spieler initiiert werden können, Blöcke für 25 Spieljahre von der Stadt zu pachten. Besitzt man einen Pachtvertrag für einen Block, so entfallen für den betreffenden Spieler nicht nur die Mietabgaben an die Stadt, sondern man kassiert auch Miete von anderen Spielern, die auf diesem Block Gebäude gebaut haben. Weiterhin sind nach der Vergabe eines Pachtvertrages zunächst die Baurechte für den verpachteten Block gesperrt. Der Pächter kann diese jederzeit wieder aktivieren und hat dann eine Spielrunde lang alleinig die Möglichkeit, dort Gebäude zu errichten. Nach Ablauf dieser Runde darf der Block wieder von jedem Spieler bebaut werden. Der Pächter kann allerdings Gebäude anderer Spieler jederzeit zu einem nicht verhandelbaren Preis kaufen, ohne dass dafür das Einverständnis des betreffenden Spielers erforderlich ist. Weiterhin kann der Pächter eines Blockes dort Parkflächen bauen, die das Prestige des jeweiligen Gebietes erhöhen. Hat ein Spieler alle Blöcke einer Farbe gepachtet, so darf er in diesen Blöcken Hotels errichten, die einen besonders hohen Gewinn abwerfen.
Es gibt noch eine Reihe weiterer, ebenfalls in Farbgruppen unterteilte Blöcke, die nicht bebaut werden können (z. B. Bahnhöfe, Telefongesellschaft, Wasserwerk). Für diese Gebiete genügt der Besitz eines Pachtvertrages, um dort kontinuierliche Einnahmen zu haben. Da sich die Geschäfte im Laufe der Jahre verändern, werfen diese Blöcke je nach Spielzeitpunkt unterschiedlichen Gewinn ab. Elektrizitätswerk und Telefongesellschaft beispielsweise bringen erst in späteren Jahren einen erheblichen Gewinn, weil es zum Spielbeginn 1930 nur wenige Geschäfte gibt, die von diesen Technologien Gebrauch machen. Die Rendite der Bahnhöfe richtet sich nach der Anzahl der Tagespendler in der Stadt, welche ihrerseits wiederum vor allem von der Anzahl der vorhandenen Hotels bestimmt wird.

## Umsetzung
In der ersten Ausgabe des Spiels gab es nur verschiedene Missionen mit vorgegebenen Gegnern, die in drei wählbaren Schwierigkeitsstufen nacheinander zu absolvieren waren und neben dem Bestehen in der Wirtschaftssimulation an sich auch ein übergeordnetes Hauptziel auftragen, etwa, im Jahr 2000 der reichste Spieler oder nach 30 Jahren der Beliebteste zu sein. Die Möglichkeit eines freien Spiels gegen den Computer, hier „Rabatzmodus“ genannt, mit wählbarem oder keinem Spielziel und wählbaren Gegnern wurde erst in einer späteren Version hinzugefügt. Weiterhin kann das Spiel im Mehrspielermodus über Netzwerk gespielt werden, wobei ein Teil der Gegenspieler auf Wunsch vom Computer simuliert werden kann.
Angelehnt an das Brettspiel Monopoly ist Monopoly Tycoon nur insofern, als für die Namen und Farben der Blöcke abgesehen von einigen Ergänzungen die gleichen Namen und Farben wie bei den „Straßen“ auf dem Monopoly-Spielbrett benutzt werden und einige Ereignisse der Ereigniskarten ähnlich sind. Ansonsten ist Monopoly Tycoon keinesfalls eine Umsetzung des Brettspiels, sondern eine in Echtzeit und ohne Würfel ablaufende Wirtschaftssimulation.
Das Spielfeld ist komplett dreidimensional gehalten. Die Kamera kann nicht nur in Höhe und Blickwinkel, sondern auch frei in alle Richtungen geschwenkt werden. Trotz der Simulation verschiedener Tageszeiten und der durchaus realistischen Umsetzung von Lichtverhältnissen ist die Vektorgrafik insgesamt nicht fotorealistisch, die Fassaden der Gebäude und viele Objekte sind häufig nur symbolisch angedeutet.